# 迈娅·马内扎
迈娅·马内扎（1985年11月1日—）是吉爾吉斯斯坦出生的哈萨克斯坦女子举重运动员。

## 运动员生涯
2009年，她在韩国举行的第20届世界女子举重锦标赛以248公斤和143公斤获得63公斤级总成绩和挺举两项冠军。2010年，在广州亚运会63公斤级举重比赛中以241公斤的成绩获得冠军。

## 出生地争议
国际举重联合会的官方资料显示，迈娅·马内扎出生于苏联吉尔吉斯苏维埃社会主义共和国托克马克，曾在北京居住很长时间，2007年迁到哈萨克斯坦。
但中国媒体的报道认为她的原籍是中国辽宁省阜新市阜新蒙古族自治县务欢池镇大营子村，中文名为姚丽。她的母亲颜世香和妹妹仍生活在大营子村的家中。姚丽在15岁时，离开家庭，进入阜新市体校。2002年（或2003年）进入辽宁省举重队，后加盟湖南队，2006年被公派援外到哈萨克斯坦。不过，马内扎在2012年伦敦奥运会时已否认自己是中国人的身份：“我跟你们说过，我出生在吉尔吉斯斯坦，没有在中国练过举重，我曾随父母在中国呆过短暂的10年。”她说，“我的心代表哈萨克斯坦。”

## 兴奋剂
2017年10月27日，国际奥委会正式宣布，8名2012年伦敦奥运会参赛选手因药检复查呈阳性而被取消成绩，包括女举63公斤级冠军马内扎。